# Comuna Gorbănești, Botoșani
Gorbănești este o comună în județul Botoșani, Moldova, România, formată din satele Bătrânești, George Coșbuc, Gorbănești (reședința), Mihai Eminescu, Silișcani, Socrujeni, Vânători și Viforeni.

## Demografie
Componența etnică a comunei Gorbănești
     Români (91,9%)
     Alte etnii (0%)
     Necunoscută (8,1%)
Componența confesională a comunei Gorbănești
     Ortodocși (82,72%)
     Penticostali (8,42%)
     Alte religii (0,57%)
     Necunoscută (8,29%)
Conform recensământului efectuat în 2021, populația comunei Gorbănești se ridică la 3.148 de locuitori, în scădere față de recensământul anterior din 2011, când fuseseră înregistrați 3.434 de locuitori. Majoritatea locuitorilor sunt români (91,9%), iar pentru 8,1% nu se cunoaște apartenența etnică. Din punct de vedere confesional, majoritatea locuitorilor sunt ortodocși (82,72%), cu o minoritate de penticostali (8,42%), iar pentru 8,29% nu se cunoaște apartenența confesională.

## Politică și administrație
Comuna Gorbănești este administrată de un primar și un consiliu local compus din 13 consilieri. Primarul, Ionuț-Lucian Melinte[*], de la Partidul Social Democrat, este în funcție din octombrie 2020. Începând cu alegerile locale din 2024, consiliul local are următoarea componență pe partide politice:
|  | Partid                          | Consilieri | Componența Consiliului | Componența Consiliului | Componența Consiliului | Componența Consiliului | Componența Consiliului | Componența Consiliului | Componența Consiliului | Componența Consiliului | Componența Consiliului | Componența Consiliului | Componența Consiliului |
|  | ------------------------------- | ---------- | ---------------------- | ---------------------- | ---------------------- | ---------------------- | ---------------------- | ---------------------- | ---------------------- | ---------------------- | ---------------------- | ---------------------- | ---------------------- |
|  | Partidul Social Democrat        | 11         |                        |                        |                        |                        |                        |                        |                        |                        |                        |                        |                        |
|  | Partidul Național Liberal       | 1          |                        |                        |                        |                        |                        |                        |                        |                        |                        |                        |                        |
|  | Alianța pentru Unirea Românilor | 1          |                        |                        |                        |                        |                        |                        |                        |                        |                        |                        |                        |

## Personalități născute aici
- Panait Zosin (1873 - 1942), medic și publicist, reprezentant al mișcării ateiste din România.

.